# Goniothorax conicollis
Goniothorax conicollis är en skalbaggsart som beskrevs av Sharp 1908. Goniothorax conicollis ingår i släktet Goniothorax och familjen glansbaggar. Inga underarter finns listade i Catalogue of Life.